# Terebellides koreni
Terebellides koreni är en ringmaskart som beskrevs av Hansen 1882. Terebellides koreni ingår i släktet Terebellides och familjen Trichobranchidae. Inga underarter finns listade i Catalogue of Life.